# Élections régionales santoméennes de 1995
Des élections régionales se déroulent à Sao Tomé-et-Principe en 1995, afin de désigner les élus de l'Assemblée régionale de Principe. Ce sont les premières depuis l'indépendance du pays en 1975.

## Mode de scrutin
Sept députés sont à élire dans sept circonscriptions.

## Résultats
Les élections sont remportées par le Mouvement pour la libération de Sao Tomé-et-Principe – Parti social-démocrate.